# Converge
Converge es una banda de Hardcore proveniente de Boston. Fue formada en 1990 por el vocalista Jacob Bannon, el guitarrista Kurt Ballou, el bajista Jeff Feinburg y el batería Damon Bellorado. En la actualidad continúan Jacob Bannon y Kurt Ballou y toca la batería Ben Koller y el bajo Nate Newton. Es uno de los grupos más prolíficos y que más influencia ha ejercido en la historia reciente del hardcore. Su sonido es un llamativa y original mezcla de elementos del hardcore punk con los de metal extremo. A pesar de su sonido poco comercial e inusual, la banda ha ganado cierta popularidad y está empezando a ser considerada una banda de culto fuera y dentro de la escena del hardcore, en gran parte gracias a su disco Jane Doe.

## Historia
El grupo comenzó en 1990 en Boston con Jacob Bannon, Kurt Ballou, Jeff Feinburg y Damon Bellorado. Jacob Bannon y Kurt Ballou son los únicos que siguen en la actualidad y tenían 13 y 16 años respectivamente cuando fundaron el grupo.
Las primeras demos, muestran un punk/hardcore muy primitivo en la línea de Black Flag, Rorschach, Nausea, Negative Approach o Born Against. Posteriormente fueron añadiendo elementos metálicos más propios de Slayer y voces mucho más agudas y chillones, ya presentes en el año 1994 en Halo in a Haystack, editado por Earthmaker/Stolnacke. Las demos junto a este primer álbum se encuentran recopiladas en Caring and Killing editado por el entonces desconocido sello Hydra Head Records. Este disco también tuvo una edición europea en el sello alemán Lost and Found, que les dio a conocer por primera vez al otro lado del Océano Atlántico. Cabe reseñar que Lost and Found era un sello famoso por tener un amplísimo catálogo de música hardcore incluyendo innumerables reediciones de grupos de los años 80 y que casi nunca pagaba royalties a los grupos o a los sellos que licenciaban sus discos, que incluso a veces ni siquiera sabían que existían tales ediciones.
Desde 1994 hasta 2001 también tocaba como segundo guitarrista Aaron Dalbec, que posteriormente dejó el grupo en el año 2001 para centrarse en Bane, donde también tocó durante algunos años Kurt Ballou.
Su segundo disco y primero en el sello Equal Vision Records fue Petitioning the Empty Sky en 1996 y les dio fama mundial y dio forma casi en su totalidad a lo que se puede denominar "sonido converge". La canción que abre el disco llamada «The Saddest Day» y de siete minutos de duración es el mejor ejemplo de dicho sonido y aún hoy en día la tocan en sus conciertos.
Al poco tiempo durante espacio de un año Jeff Feinburg fue sustituido al bajo por Stephen Brodsky de sus contemporáneos y también nativos de Boston Cave In. Grabó con ellos When Forever Comes Crashing, producido por el legendario Steve Austin de Today Is The Day, probablemente una de las mayores influencias de Converge y el subgenéro noisecore en general. Este disco tiene un sonido mucho más oscuro que todos sus trabajos hasta la fecha debido a la producción y muestra por primera vez la faceta más experimental de Converge.
Al poco de irse Stephen Brodsky para centrarse en Cave In, entró Nate Newton, bajista hasta la fecha de Converge y que había tocado en Jesuit con Brian Benoit, de fama posterior en The Dillinger Escape Plan. Damon Bellorado dejaría el grupo al año siguiente y entraría a la batería Ben Koller, que varios años antes había tocado con Kurt Ballou en Blue/Green Heart. Con esta formación y todavía con cinco miembros, sacarían en el sello de música extrema Relapse Records el disco compartido con el grupo de grindcore Agoraphobic Nosebleed llamado The Poacher Diaries que les introduciría en el mundo del metal alternativo y el grindcore. Este disco tiene una producción más metálica de lo habitual en Converge y las canciones empieza a mostrar una estructura más sólida, acorde con sus ya casi diez años de carrera.
Asimismo en la misma época saldría un disco compartido titulado Deeper the Wound con Hellchild, un grupo japonés de speed metal que separaría al poco después de muchos años de carrera. Este disco sería una de las primeras referencias del sello Deathwish Inc., fundado por el propio Jacob Bannon, e incluía 2 canciones en directo más una versión de Depeche Mode.
Fricciones dentro del grupo darían lugar finalmente a la salida de Aaron Dalbec para centrarse en Bane y Converge se convertiría permanentemente en un grupo de cuatro miembros, con una sola guitarra. Y con esta formación sacaron Jane Doe, el que sería su gran salto adelante como grupo de referencia de la escena hardcore y les daría a conocer fuera de este ámbito.
Durante los 3 años hubo un parón en las grabaciones de Converge, posiblemente debido a diferencias contractuales con Equal Vision, su sello hasta entonces, ya que en el año 2004 anunciaron su fichaje por el mítico sello indie de punk rock Epitaph Records, propiedad del guitarrista de Bad Religion Brett Gurewitz.
Durante este tiempo se concentraron en girar con Converge y en sus propios proyectos personales. Jacob Bannon empezó a sacar adelante su propio sello Deathwish Inc. y lo convirtió en uno de los sellos más importantes del hardcore estadounidense. Kurt Ballou siguió produciendo a numerosos grupos en sus estudios de grabación GodCity Recording Studio y Nate Newton siguió grabando y girando junto a miembros de Isis y Cave In en su proyecto paralelo Old Man Gloom.
Al poco de anunciar su fichaje por Epitaph Rec. Converge tuvo el que quizá sería uno de los conciertos más importantes de su carrera, cuando acudieron en el año 2004 a la edición del All Tomorrow's Parties organizada por Mogwai, Shellac y Tortoise. El que fue probablemente el festival de rock experimental más importante del momento les convocó en un reconocimiento a su huella e importancia en dicho género.
Apenas unos meses después saldría su esperado disco en Epitaph You Fail Me, que fue un gran éxito de ventas, pero no de críticas. Pese al cambio hacia un sello más grande y mucho más comercial como era Epitaph, nadie les acusó de traicionar su estilo, simplemente la sombra de una obra maestra como Jane Doe era demasiado grande.
Después de este disco volvieron a Equal Vision Records para sacar la remasterización de dos de sus discos más antiguos, When Forever Comes Crashing y Petitioning the Empty Sky, que supuso un rediseño del formato y sobre todo una mejora considerable del sonido, trabajo que fue llevado a cabo por el propio Kurt Ballou.
Durante una época sus miembros dejaron el grupo a un lado y sus proyectos personales aumentaron de forma considerable.
Durante el 2006 después de sacar el esperado álbum No Heroes que recibió excelentes críticas, giraron junto a Some Girls, Modern Life Is War y Mastodon hasta el 2007 promocionando su sexto disco que fue lanzado por el sello Epitaph y su versión en vinilo por Deathwish Inc.
Luego de tener una pequeña gira con otras bandas de hardcore punk como Ceremony, Coliseum, Pulling Teeth y Rise and Fall, la banda entra en el estudio de producción para grabar lo que sería su séptimo álbum de estudio.
En 2009 lanzan Axe to Fall con la colaboración de músicos de bandas como Hatebreed, Blacklisted, Cave In, Disfear, 108, Undertow, Neurosis, Pg. 99, Genghis Tron y The Red Chord. Para promocionar este álbum giraron con bandas como High on Fire, Mastodon, Dethklok, Coalesce, Harvey Milk, Gaza, Lewd Acts, Thursday, Touché Amoré, Kylesa y Kvelertak. La canción «Dark Horse» aparece en la banda sonora de Saw VI y en Rock Band 2.
Durante el 2011 lanzan un sencillo split con la banda de powerviolence Dropdead, esta última colabora con la canción «Paths of Glory» y Converge con «Runaway», ambas bandas para promocionar este lanzamiento giraron con Trap Them y Burning Love. Además durante este mismo año participan en el festival de música francés Hellfest, en el Terrorizer Tent con bandas como Deez Nuts, Your Demise, Raw Power, Shai Hulud, Skarhead, Dirty Rotten Imbeciles, Comeback Kid, Terror y en palabras de Jacob Bannon los «legendarios» Bad Brains. El concierto completo fue subido a YouTube por el canal oficial del festival.
Durante el 2012 lanzan un EP split con la banda pionera del grindcore Napalm Death, sobre este lanzamiento cabe destacar la canción «Wolverine Blues» que es un cover de Entombed y que cuenta con la colaboración de Kevin Baker (The Hope Conspiracy, All Pigs Must Die), Tomas Lindberg (At the Gates, Disfear) y Aaron Turner (Isis, Old Man Gloom) en las vocales y la de Brian Izzi (Trap Them) en la guitarra. Además durante este mismo año lanzan su octavo álbum All We Love We Leave Behind. El disco entró al Billboard 200 en la posición 70. Para promocionar este álbum Converge giro con bandas como Torche, Kvelertak, Nails y Whips/Chains.

### Bloodmoon I: Colaboración con Chelsea Wolfe y Stephen Brodsky
En octubre de 2021 la banda publica el sencillo "Blood Moon" junto a Chelsea Wolfe y anuncia el lanzamiento de un nuevo álbum de estudio, que se llamará Bloodmoon: I y contará con Wolfe y Ben Chisholm como co-creadores musicales. Además, para este disco vuelve el ex bajista de la banda, Stephen Brodsky. El LP se publica el 19 de noviembre en CD/Digital a través de Epitaph Records y en vinilo el 24 de junio vía Deathwish.

## Miembros
| Miembros actuales - Jacob Bannon – voz (1990–presente) - Kurt Ballou – guitarra, coros (1990–presente) - Nate Newton – bajo, coros (1998–presente) - Ben Koller – batería (1999–presente) Miembros de giras - Urian Hackney – batería (2019) | Antiguos miembros - Jeff Feinburg – bajo, guitarra (1991–1997) - Damon Bellorado – batería (1991–1999) - Aaron Dalbec – guitarra (1994–2001) - Stephen Brodsky – bajo (1997–1998) - John DiGiorgio – batería (1999) Miembros de sesiones - Erik Ralston – bajo (1993) |

## Discografía

### Álbumes de estudio
- Halo in a Haystack (1994)
- Petitioning the Empty Sky (1996)
- When Forever Comes Crashing (1998)
- Jane Doe (2001)
- You Fail Me (2004)
- No Heroes (2006)
- Axe to Fall (2009)
- All We Love We Leave Behind (2012)
- The Dusk in Us (2017)

### Álbumes en directo
- Thousands of Miles Between Us (2015)
- Jane Live (2017)

### Álbumes recopilatorio
- Caring and Killing (1995)
- Unloved and Weeded Out (2003)
- Petitioning Forever (2006)

### Demo
- Converge (1991)

### EP
- Y2K EP (1999)
- Beautiful Ruin (2018)

### Sencillos
- On My Shield (2010)
- I Can Tell You About Pain (2017)
- Endless Arrow (2020)

### Split
- The Poacher Diaries (con Agoraphobic Nosebleed) (1999)
- Deeper the Wound (con Hellchild) (2001)
- Converge / Dropdead (con Dropdead) (2011)
- Converge / Napalm Death (con Napalm Death) (2012)

### Reediciones
- Caring and Killing (1997)
- Petitioning the Empty Sky (remasterizado) (2005)
- When Forever Comes Crashing (remasterizado) (2005)

### Recopilatorios con otros artistas
- «Disintegration» Disintegrated: A Tribute to The Cure (1999)
- «Annihilate This Week» Black on Black: A Tribute to Black Flag (2002)
- «Whatever I Do» Tomorrow Seems So Hopeless: A Tribute To Negative Approach (2003)